# Дуб черешчатий (пам'ятка природи, кв. 21)
Дуб черешчатий — ботанічна пам'ятка природи місцевого значення, розташована неподалік від села Ціпки Гадяцького району Полтавської області. Була створена відповідно до Постанови Полтавської облради № 74 від 17 квітня 1992 року.

## Загальні відомості
Землекористувачем є ДП «Гадяцький лісгосп», Краснолуцьке лісництво, квартал 21, площа — 0,07 гектара. Розташована на південь від села Ціпки Гадяцького району.
Пам'ятка природи створена з метою збереження одинокого вікового дерева дуба звичайного віком 250 років. У 2021 році обхват дерева на висоті 1,3 м. становив 423 см.